# Ottone III di Svevia
Ottone III, soprannominato il Bianco e noto anche come Ottone di Schweinfurt, (... – Schweinfurt, 28 settembre 1057) fu margravio di Nordgau dal 1024 al 1031 e duca di Svevia dal 1048 alla morte.

## Biografia
Era figlio di Enrico di Schweinfurt, margravio del Nordgau, e di Gerberga di Henneberg, apparteneva alla dinastia dei Schweinfurt. Fu uno dei più potenti principi della Franconia orientale grazie alla sua eredità, possedendo vaste terre nel Radenzgau e a Schweinfurt. Nel 1014 compare per la prima volta come conte di Bassa Altmühl (o Kelsgau) e, nel 1024, ereditò la marca di suo padre.
Nel 1034, divenne conte del Basso Naab.
Ad Ulma, nel gennaio 1048, l'imperatore Enrico III lo nominò duca di Svevia dopo una breve vacanza dopo la morte di Ottone II. Da questo momento prese parte a numerose spedizioni imperiali in Boemia, Ungheria e Polonia. Era fedele a Enrico. Si fidanzò con Matilde, figlia di Boleslao I di Polonia, nel 1035, ma questa relazione cessò a favore di un matrimonio con Immilla di Torino, figlia di Olderico Manfredi II, margravio di Torino, il tutto inserito nei piani italiani di Enrico. Morì dopo nove anni di reggenza del ducato e fu sepolto a Schweinfurt.

## Famiglia
Con il suo matrimonio con Immilla di Torino († 29 aprile 1078), ebbe:
- Berta o Alberada († 1 aprile 1103), sposò Ermanno II, conte di Kastl, e sposò in seconde nozze Federico, conte di Kastl;
- Gisela, ereditata Kulmbach e Plassenburg, sposò Arnoldo IV, conte di Andechs;
- Giuditta († 1104), sposò Corrado I di Baviera (Azzoni), e in seconde nozze Botho, conte di Pottenstein (Aribonidi);
- Eilika, badessa di Niedermünster;
- Beatrice (1040-1140), ereditata Schweinfurt, sposò Enrico II, conte di Hildrizhausen e margravio del Nordgau.

## Ascendenza
|                         |                 |                                       | Genitori               |  |  | Nonni |  |  | Bisnonni |  |  | Trisnonni |  |
|                         |                 |                                       |                        |  |  |       |  |  | …        |  |  | …         |  |
|                         |                 |                                       |                        |  |  |       |  |  | …        |  |  | …         |  |
|                         |                 | …                                     |                        |  |  |       |  |  | …        |  |  |           |  |
| Bertoldo di Schweinfurt |                 |                                       |                        |  |  |       |  |  | …        |  |  |           |  |
|                         |                 | …                                     | …                      |  |  |       |  |  |          |  |  |           |  |
|                         |                 | …                                     | …                      |  |  |       |  |  |          |  |  |           |  |
|                         |                 | …                                     | …                      |  |  |       |  |  |          |  |  |           |  |
| Enrico di Schweinfurt   |                 | …                                     |                        |  |  |       |  |  |          |  |  |           |  |
|                         |                 | Lotario II di Walbeck                 | Lotario I di Walbeck   |  |  |       |  |  |          |  |  |           |  |
|                         |                 | Lotario II di Walbeck                 | Lotario I di Walbeck   |  |  |       |  |  |          |  |  |           |  |
|                         |                 | Lotario II di Walbeck                 | …                      |  |  |       |  |  |          |  |  |           |  |
| Eilika di Walbeck       |                 | Lotario II di Walbeck                 |                        |  |  |       |  |  |          |  |  |           |  |
|                         |                 | Matilde di Arneburg                   | Bruno di Arneburg      |  |  |       |  |  |          |  |  |           |  |
|                         |                 | Matilde di Arneburg                   | Bruno di Arneburg      |  |  |       |  |  |          |  |  |           |  |
|                         |                 | Matilde di Arneburg                   | Frideruna              |  |  |       |  |  |          |  |  |           |  |
| Eilika di Schweinfurt   |                 | Matilde di Arneburg                   |                        |  |  |       |  |  |          |  |  |           |  |
|                         | Odo di Wetterau | Gebeardo di Lotaringia                |                        |  |  |       |  |  |          |  |  |           |  |
|                         | Odo di Wetterau | Gebeardo di Lotaringia                |                        |  |  |       |  |  |          |  |  |           |  |
|                         | Odo di Wetterau | Ida di Grabfeld                       |                        |  |  |       |  |  |          |  |  |           |  |
| Eriberto di Wetterau    | Odo di Wetterau |                                       |                        |  |  |       |  |  |          |  |  |           |  |
|                         |                 | una figlia di Erberto I di Vermandois | Pipino I di Vermandois |  |  |       |  |  |          |  |  |           |  |
|                         |                 | una figlia di Erberto I di Vermandois | Pipino I di Vermandois |  |  |       |  |  |          |  |  |           |  |
|                         |                 | una figlia di Erberto I di Vermandois | …                      |  |  |       |  |  |          |  |  |           |  |
| Gerberga di Gleiberg    |                 | una figlia di Erberto I di Vermandois |                        |  |  |       |  |  |          |  |  |           |  |
|                         |                 | Megingaudo di Gheldria                | …                      |  |  |       |  |  |          |  |  |           |  |
|                         |                 | Megingaudo di Gheldria                | …                      |  |  |       |  |  |          |  |  |           |  |
|                         |                 | Megingaudo di Gheldria                | …                      |  |  |       |  |  |          |  |  |           |  |
| Irmtrud di Avalgau      |                 | Megingaudo di Gheldria                |                        |  |  |       |  |  |          |  |  |           |  |
|                         |                 | Gerberga di Lorena                    | Goffredo di Jülich     |  |  |       |  |  |          |  |  |           |  |
|                         |                 | Gerberga di Lorena                    | Goffredo di Jülich     |  |  |       |  |  |          |  |  |           |  |
|                         |                 | Gerberga di Lorena                    | Ermentrude             |  |  |       |  |  |          |  |  |           |  |
|                         |                 | Gerberga di Lorena                    |                        |  |  |       |  |  |          |  |  |           |  |

| Controllo di autorità | VIAF (EN) 81028071 · CERL cnp01157625 · GND (DE) 136732607 |